# سجيل (صاروخ)
سجيل هو صاروخ جوال مضاد للسفن (أرض- بحر) يعمل بالوقود الصلب والسائل، كشفت عنه القوات المسلحة اليمنية الموالية لأنصار الله الحوثيين في عرض عسكري في مدينة صنعاء يوم 21 سبتمبر 2023 ويصل مداه إلى 180 كيلو متر، وقالت القوات المسلحة اليمنية الموالية لحركة أنصار الله إن صاروخ سجيل لديه القدرة على تجاوز منظومات الرادار باستطاعته استهداف الأهداف الثابتة والمتحركة في البحر الأحمر.

## مواصفات
- النوع: صاروخ مضاد للسفن (أرض- بحر).[3]
- المدى: 180 كيلو متر.[4]
- وزن الرأس الحربي: 100 كيلو جرام.[5]
- طول الصاروخ: 3.6 أمتار.[6]
- نوع الوقود: وقود صلب، وقود سائل.[7]

## مستخدمون
(القوات المسلحة اليمنية الموالية لأنصار الله الحوثيين)